# Хворостухин, Иван Прокофьевич
Иван Прокофьевич Хворостухин (1879, Синенькие, Саратовская губерния — не ранее 1907) — русский крестьянин, депутат Государственной думы II созыва от Саратовской губернии.

## Биография

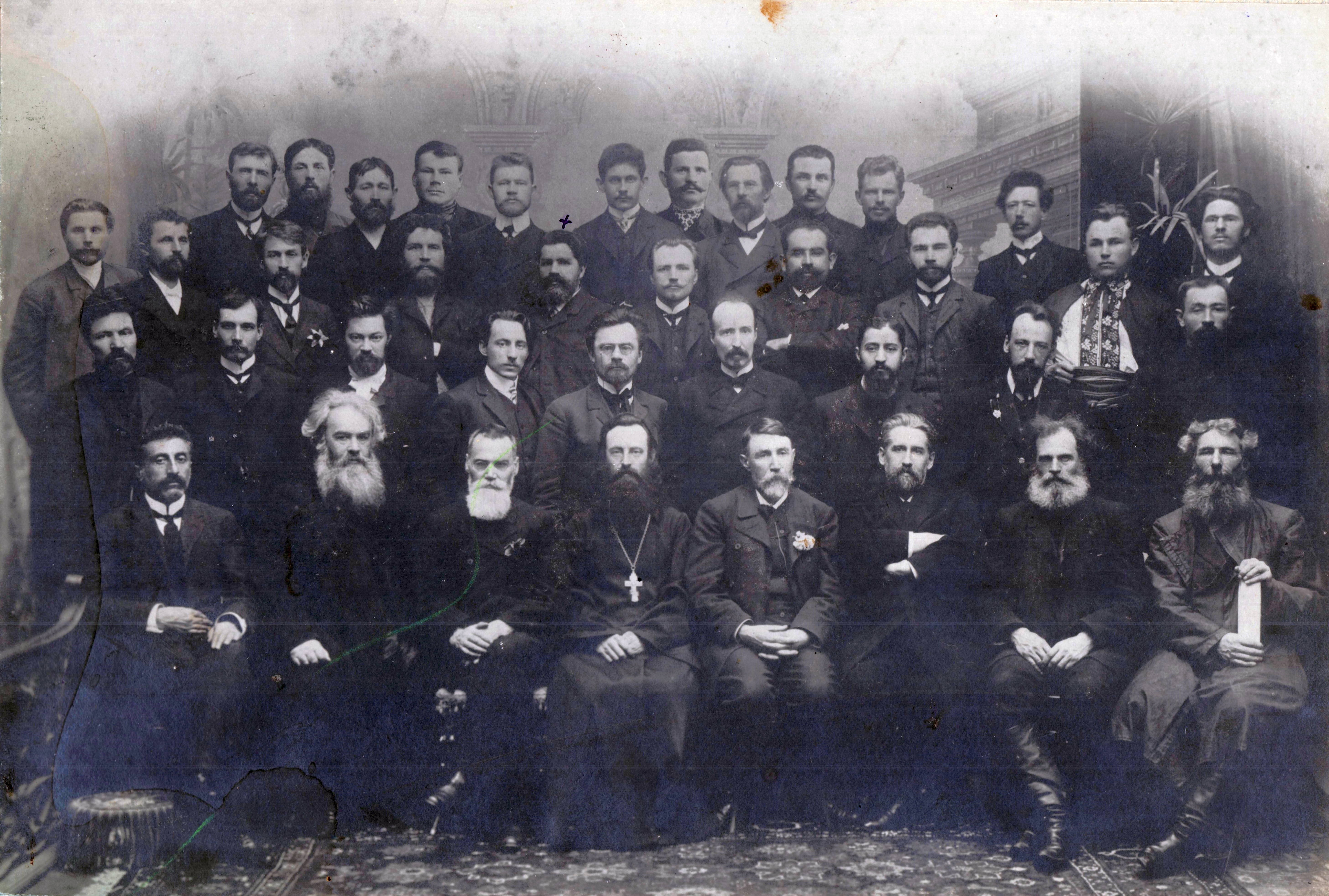
И. П. Хворостухин (первый слева, 3-й ряд) в парламентской группе эсеров во II Государственной Думе (1907)

Крестьянин села Синенькие Саратовского уезда Саратовской губернии. Окончил сельскую школу. После этого занимался земледелием. В 1905 году был избран старостой своего села. Во время работы Первой государственной думы был избран сельским сходом «ходоком» в думу. Возвратившись из Санкт-Петербурга, собрал сход, на котором доложил о своей поездке в столицу. На сход явился становой пристав, который хотел его разогнать. Тогда Хворостухин властью старосты удалил пристава со схода. Но пристав, удалившись со схода, поджидал Хворостухина с отрядом стражи с целью арестовать его. Крестьяне этого не допустили и освободили своего старосту. Через несколько дней земский начальник устранил Хворостухина от занимаемой должности, после чего он подлежал аресту, но предпочел до выборов скрываться.
Во время саратовского уездного съезда избирателей, на который Хворостухин был избран выборщиком, его сразу арестовали и только по особому ходатайству избирателей губернатор освободил его из заключения на время выборов. Имел надел земли. В момент избрания по убеждениям примыкал к партии социалистов-революционеров, оставаясь беспартийным. По другим сведениям позднее[когда?] стал членом партии эсеров.
6 февраля 1907 года избран депутатом Государственной думы II созыва от общего состава выборщиков Саратовского губернского избирательного собрания. Вошёл в состав группы социалистов-революционеров, по другим данным какое-то время состоял в Трудовой группе. В Думе выступал по аграрному вопросу. В 1907 году редактор-издатель газеты «Воля и земля». Известны два номера № 1 (1 апреля) и № 2 (5 апреля) 1907 года (Цензурное дело № 52, 1907). По предположению историка И. Козловского после роспуска думы 3 июня 1907 года Хворостухин, вероятно, отошёл от политической деятельности и продолжал заниматься сельским хозяйством.
Дальнейшая судьба и дата смерти неизвестны.

## Комментарии
1. ↑  В источнике[3] очевидная опечатка «Уфимского губернского избирательного собрания».

### Архивы
- Российский государственный исторический архив. Фонд 1278. Опись 1 (2-й созыв). Дело 467; Дело 567. Лист 7 оборот.